# Anthea Bell
Pour les articles homonymes, voir Bell.
Anthea Bell, née le 10 mai 1936 à Sudbury (Suffolk) et morte le 18 octobre 2018 à Cambridge, est une traductrice britannique.

## Biographie
Anthea Bell est née dans le Suffolk. Selon ses propres témoignages, elle aurait hérité des capacités de pensée latérale, essentielles chez un traducteur, de son père, Adrian Bell, auteur ruraliste du Suffolk et premier auteur de mots croisés cryptiques du Times. Son frère, Martin Bell, est un ancien correspondant de la BBC qui a été député indépendant pendant une législature.
Après avoir fréquenté un pensionnat à Bournemouth, elle a donné des cours de lettres anglaises au Somerville College d'Oxford. Elle était mariée à l'éditeur et écrivain Antony Kamm de 1957 à 1973. L'un de ses deux fils est le journaliste Oliver Kamm, écrivain de renom pour le Times. Après que ses fils ont quitté la maison, elle a vécu et travaillé à Cambridge.
Anthea Bell a notamment traduit en anglais la série Astérix, en collaboration avec l'universitaire Derek Hockridge, ainsi que le roman Austerlitz de W. G. Sebald. Elle traduit principalement depuis le français et l'allemand, et occasionnellement depuis le danois.
Malade, elle meurt en octobre 2018 à l'âge de 82 ans.

## Distinctions
- 2015 : Ordre du Mérite de la République fédérale d'Allemagne.
- 2010 : Officier de l'ordre de l'Empire britannique.